# Distretto di Starachowice
Il distretto di Starachowice (in polacco powiat starachowicki) è un distretto polacco appartenente al voivodato della Santacroce.

## Geografia antropica

### Suddivisioni amministrative
Il distretto comprende 5 comuni.
- Comuni urbani: Starachowice
- Comuni urbano-rurali: Wąchock
- Comuni rurali: Brody, Mirzec, Pawłów